# دوتي توماس
دوتي توماس (بالإنجليزية: Dottie Thomas)‏ هي طبيبة أمراض دم أمريكية، ولدت في 18 سبتمبر 1922 في سان أنطونيو في الولايات المتحدة، وتوفيت في 9 يناير 2015. لقبت بـ«الأم الروحية لزراعة نخاع العظم»، وهي زوجة وشريكة الطبيب إدوارد دونال توماس الفائز بجائزة نوبل في الطب سنة 1990.